# Эволюционная психология
Эволюционная психология (англ. evolutionary psychology) — направление современной психологии, которое занимается изучением видоспецифических психологических особенностей человека как представителя вида Homo sapiens (человек разумный).
Данное направление возникло на стыке различных отраслей и областей научного знания: антропология, социобиология, этология, психология, генетика.

## Методы
Методы эволюционной психологии включают классические методы психологических исследований, сравнительный анализ, прежде всего, поведенческих паттернов между разными видами животных и человека, а также моделирование.

## История
Отдельные психологические исследования, фрагментарного характера, использующие в качестве методологии эволюционный подход, стали появляться ещё в конце 70-х — начале 80-х годов прошлого века и были посвящены в основном изучению психологических механизмов, обеспечивающих универсальные психологические «черты».
К числу таких «черт» относятся следующие:
детские страхи громких звуков, темноты, призраков, незнакомцев; характерные проявления таких эмоций как гнев, зависть, любовь, страсть; соперничество в брачном поведении и специфические предпочтения при выборе брачного партнёра; верность и поддержание родовых традиций, альтруизм и любовь родственников; запрет на кровосмешение; игра; обман; верность в браке и временные сексуальные связи; месть за совершённое насилие; санкции против преступных группировок и их членов; религиозные церемонии и обряды; статусные различия, борьба за социальный статус и психологические усилия, направленные на поддержку статуса и репутации; юмор; гендерные различия и гендерные стереотипы; сексуальная привлекательность и сексуальная скромность; стандарты привлекательности и красоты; ревность; производство орудий труда и орудий убийства; создание противоборствующих коалиций; коллективизм и многое другое.
Во второй половине 80-х годов XX века стали появляться комплексные масштабные исследования в области эволюционной психологии и индивидуальных различий. Одно из наиболее интересных из них было организовано и проведено американским учёным Дэвидом Бассом и посвящено исследованию стратегий брачного поведения и ревности.

В ходе этого исследования (данные собирались из трёх источников: самооценка, оценка партнёра, оценка независимого эксперта) было обнаружено, что такая базовая личностная характеристика как эмоциональная стабильность является наиболее значимой чертой, которая оказывает существенное влияние на поведенческие проявления ревности. Так, женщины оценили эту черту как «самую важную в своём партнёре» на 2,68 (из «3» возможных баллов), мужчины оценили эту же черту на 2,47 (также из «3» баллов).
Кроме того, было установлено, что индивидуальные различия в эмоциональной стабильности в значительной степени обуславливают индивидуальные различия в стратегиях брачного поведения партнёров. Причём ведущая роль в формировании различий в эволюционно стабильных стратегиях брачного поведения принадлежит видоспецифическим механизмам ревности, которые существенно различаются у представителей обоих полов. В результате действия этих механизмов мужчины во всём мире испытывают ревность в тех случаях, когда их партнёрша занимается сексом с кем-либо ещё, женщины же ревнуют тогда, когда партнёр эмоционально привязывается к другой. Причём сам факт упоминания о супружеской измене всегда сопровождался усилением сердцебиения, что указало на наличие связи психологических механизмов ревности с механизмами физиологическими.
— D.M. Buss: Strategic individual differences: The evolutionary psychology of selection, evocation, and manipulation / Twins as a tool of behavior genetics. — West Sussex, England. 1993
В конце 1990-х годов вышло в свет первое учебное пособие по эволюционной психологии, авторами которого явились Джон Туби и Леда Космайдес, которые на сегодняшний день возглавляют ведущий научно-исследовательский центр по эволюционной психологии.
В последнее десятилетие идеи эволюционной психологии получили широкое распространение не только в США, но и в таких странах, как Канада и Австралия. Специализированным изданием наиболее подробно освещающим современные исследования в данном направлении является журнал «Эволюционная психология» ISSN 1474-7049. В настоящее время проводится работа над переводом отдельных статей настоящего журнала и составления к ним кратких аннотаций на русском языке.
В России направление эволюционной психологии на сегодняшний день представлено отдельными исследованиями фрагментарного характера.

## Профессиональные объединения
- Центр Эволюционной психологии в Санта-Барбаре[3]
- Профессиональное сообщество исследователей Поведения человека и эволюции общества[7]
- Центр Когнитивной и эволюционной психологии
- Лаборатория Эволюционной психологии и индивидуальных различий[8]
- Северо-восточное общество Эволюционной психологии[9]

### На русском языке
- Буайе Паскаль. Объясняя религию. Природа религиозного мышления / перев. Мария Десятова. — Альпина нон-фикшн, 2018. — 496 с. — 4000 экз. — ISBN 978-5-91671-868-3.
- Марков, А. В. Эволюция человека. В 2-х кн. Кн. 2. Обезьяны, нейроны и душа. — М. : Астрель, 2011. — 512 с. — 5000 экз. — ISBN 978-5-271-36294-1.
- Ноэль Смит. Современные системы психологии. — Прайм-Еврознак, 2006.
- Палмер Дж. и Л. Секреты поведения Homo Sapiens. Эволюционная психология. — Прайм-тайм : Еврознак, 2006.